# Saroba melanopasta
Saroba melanopasta är en fjärilsart som beskrevs av George Francis Hampson 1926. Saroba melanopasta ingår i släktet Saroba och familjen nattflyn. Inga underarter finns listade.